# Angelo De Carlini
Angelo De Carlini (Pavia, 8 marzo 1862 – Pavia, 14 gennaio 1911) è stato un naturalista italiano.
È ricordato per aver arricchito il Gabinetto di Storia Naturale del Liceo Classico Ugo Foscolo di Pavia.
Il professor Mario Rampoldi nell’Annuario del Regio Liceo Classico Ugo Foscolo di Pavia dell'anno scolastico 1922-1923 ricorda così il prof. De Carlini:
Il nostro pensiero corre alla cara figura del prof. Angelo De Carlini, al collega che per ben 22 anni tenne la cattedra di storia naturale di questo liceo; egli ha lasciato tracce indelebili nel nostro Museo, aumentandone sistematicamente il patrimonio scientifico e didattico, curandone con estrema diligenza la conservazione, sviluppando con il suo insegnamento nei giovani studenti il culto della natura, l’amore all’ordine, lo spirito di osservazione.

## Biografia
Angelo De Carlini nacque a Pavia l’8 marzo del 1862 da famiglia di origini modeste, figlio del Signor Giuseppe e della Signora Mazzucchelli Teresa.
Orfano di padre in tenera età riuscì a diplomarsi presso il Liceo Classico Ugo Foscolo di Pavia grazie al sostegno della madre per poi vincere il concorso del collegio Ghislieri, uno dei collegi universitari di Pavia.
Appassionato di scienze naturali fin da giovanissimo intraprese gli studi universitari: si iscrisse alla facoltà di Scienze Naturali dell’Università di Pavia laureandosi a pieni voti il 1º luglio del 1885. Ricevette l’abilitazione all’insegnamento della storia naturale nei licei e negli istituti tecnici dalla Regia Scuola Normale il 10 luglio 1885.
Con Decreto Ministeriale il 26 gennaio 1886 fu nominato professore reggente di terza classe per la storia naturale nel Regio Liceo di Sondrio con 1728 lire di stipendio e rivestì anche le funzioni di conservatore della Collezione del Gabinetto di scienze naturali del Liceo di Sondrio dove era confluita la collezione di Giuseppe Sertoli.
Nei due anni di permanenza a Sondrio, tra il 1886 e il 1887, grazie alla collezione del museo e alla collaborazione di due giovani naturalisti (Mario Cermenati e Bruno Galli-Valerio) scrive l’opera Vertebrati della Valtellina, pubblicata a Milano dalla Tipografia Bernardoni di C. Rebeschini e C. nel 1888: un elenco di specie della fauna della Valle dell’Adda con informazioni sulla sua presenza e sulla sua distribuzione in quel territorio.
Il 1 aprile 1888 fu promosso a reggente di seconda classe con lire 1920 di stipendio.
Il 26 ottobre 1888 fu trasferito con lo stesso grado, ufficio e stipendio al Regio Liceo di Alessandria dove fu riconfermato anche per il 1889.
Il 13 agosto 1889 viene trasferito con decreto ministeriale al Liceo Classico Ugo Foscolo di Pavia in qualità di professore reggente di seconda classe per la storia naturale.
Ritornato a Pavia prosegue la sua attività di professore e naturalista.
Grazie a fondi del ministero, arricchisce il Museo di Storia Naturale del Liceo Classico Ugo Foscolo di Pavia con manufatti, modelli e tavole murali.
Viene promosso nel 1890 per anzianità a reggente di prima classe con lo stipendio di lire 2112 ed è riconfermato reggente fino al 1891.
Nel settembre 1890 soggiorna a Craveggia, aprico e ridente paesello della Val Vigezzo, dove ha modo di studiare gli artropodi di quella valle, sui quali pubblicherà due anni dopo, nel 1892, lo studio Artropodi di Val Vigezzo. Nella raccolta degli esemplari è aiutato dai fratelli Brusotti Luigi e Marina, suoi alunni al Liceo Foscolo di Pavia che ringrazia nella pubblicazione:
Oltre che dei rincoti, ortotteri ed aracnidi, da me raccolti, presento un elenco di 124 specie di lepidotteri, presi da due distinti dilettanti e miei carissimi allievi, fratello e sorella Brusotti, e da loro per la massima parte determinati, verificandone io stesso le determinazioni. [...]
Esprimo vivi ringraziamenti [...] ai miei amici Brusotti che molto mi aiutarono nella raccolta.
In questi anni si dedica interamente alle sue ricerche appassionate, e in particolare si concentra sulla varietà faunistica della Valtellina, terra in cui aveva insegnato e da cui era affascinato: la Valtellina è, senza dubbio, regione interessantissima al naturalista; Incontriamo pertanto in Valtellina la massima varietà di clima, di terreno e di vegetazione; dalle pianure sufficientemente vaste e umide, sì da formare delle paludi, alla regione collinetta, montuosa ed alpina, fino alle vaste estensioni di ghiacci e di nevi perpetue - di cui però lamenta la carenza di descrizioni e ricerca.
Altro argomento di suo interesse fu lo studio delle differenti specie di rincoti sui quali approfondisce gli studi, raccogliendone personalmente in città e nelle campagne del circondario. Affida inoltre agli studenti il compito di raccoglierne a loro volta nelle campagne da loro frequentate per poi portarli a scuola, come si evince dal Bullettino della Società Entomologica Italiana del 1891 in cui è pubblicata a pag.21 Contribuzione alla fauna ditterologica della Provincia di Pavia, a cura di Mario Bezzi.
Diventa socio del Bollettino Entomologico Italiano su cui pubblica i suoi lavori, come si evince dall'ultima pagina del Bollettino Entomologico Italiano del 1891.
Scrive così sei pubblicazioni sui rincoti e tre pubblicazioni sugli artropodi (descritte in Opere più sotto).
I rincoti raccolti durante le spedizioni in Africa (Bòttego - Casati) arrivano al museo di storia naturale di Genova e vengono recapitati al professore per la classificazione, a volte in cattivissimo stato.
In sedici anni pubblica dieci studi: sono pubblicazioni di poche pagine, ma richiedono tantissimo lavoro di ricerca e di confronto per aggiungere al ricchissimo elenco di insetti già noti anche solo una singola specie. Le pubblicazioni non sono destinate alla vendita, ma agli esperti del settore scientifico. Tutto questo lavoro gli procura avanzamenti di carriera passando da incaricato a reggente e da reggente a titolare fino alla terza classe, oltre alle promozioni per merito.

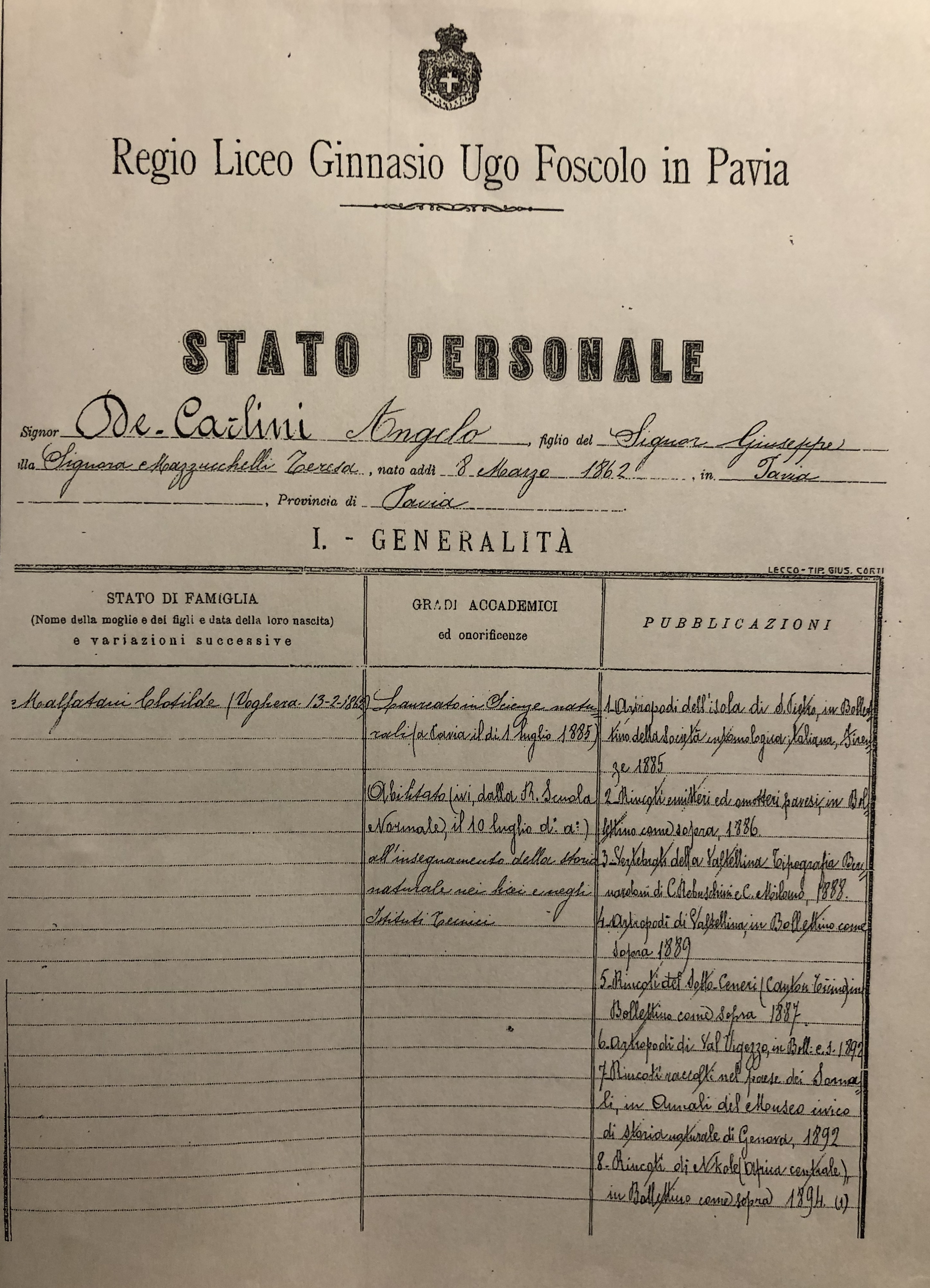
Stato Personale del Prof. Angelo De Carlini

Nel 1891 il prof. De Carlini fu proposto come componente del Collegio dei Conservatori del Museo civico di Pavia da Pietro Pavesi. Il De Carlini, pur manifestando molti apprezzamenti per la considerazione, non accettò la nomina per riguardo al collega Leopoldo Maggi, professore di storia naturale dell’Istituto Tecnico, che era di diritto componente del Collegio, come da regolamento del Museo.
Il 9 giugno 1892 gli viene aumentato lo stipendio in base alla legge 25 febbraio 1892 e confermato nel suo ufficio fino al 1893: riceve così 2200 lire di stipendio.
Il 30 marzo 1893 con decreto reale è promosso titolare di terza classe con lo stesso ufficio per 2400 £ di stipendio.
L'11 settembre 1895 sposa a Voghera Malfatani Clotilde, nata a Voghera il 13 febbraio 1862, come risulta dagli atti di matrimonio del comune di Voghera. La coppia non avrà figli.
Il 1 aprile 1899 gli viene aumentato lo stipendio del 10% per compiuto sessennio per un totale di 2640 lire.    
Il 1 luglio 1900 fu promosso alla seconda classe con 2940 lire di stipendio.
Il 1 gennaio 1906 diventa ordinario per 3810 lire di stipendio e promosso per merito a 4310 lire.
Il prof. Angelo De Carlini morirà a soli 48 anni, il 14 gennaio 1911.
Nell’aula di scienze del Liceo Classico Ugo Foscolo di Pavia, ancora oggi, troneggia la sua fotografia in una cornice ovale appesa alla parete, a tutela e salvaguardia di tutte le collezioni museali da lui create e conservate affinché possa essere fonte di ispirazione per le generazioni future.

## Opere
1.  Artropodi dell’isola di San Pietro, in Bollettino della Società Entomologica Italiana, Firenze, 1885. (Sardegna)
2. Rincoti emitteri ed omotteri pavesi, in Bollettino della Società Entomologica Italiana, Firenze, 1886.
3. Artropodi di Valtellina, in Bollettino della Società Entomologica Italiana, Firenze, 1889.
4. Artropodi di Val Vigezzo, in Bollettino della Società Entomologica Italiana, Firenze, 1892. (Verbano, Cusio, Ossola)
5. Rincoti del Sotto-Ceneri (Canton Ticino) in Bollettino della Società Entomologica Italiana, Firenze, 1887.
6. Rincoti raccolti nel paese dei Somali, in Annali del Museo Civico di Storia naturale di Genova, 1892. (Somalia)
7. Rincoti di Nkole (Africa centrale) in Bollettino della Società Entomologica Italiana, Firenze, 1894.
8. Rincoti del Giuba e dei suoi affluenti (spedizione Bòttego), in Annali del Museo Civico di Storia naturale di Genova, 1895.
9. Rincoti dell’isola di Cefalonia, in Bollettino della Società Entomologica Italiana, Firenze, 1901. (Grecia)